# Quesa
Quesa település Spanyolországban, Valencia tartományban. Quesa Ayora, Bicorp, Bolbaite, Enguera, Millares, Navarrés és Tous községekkel határos. Lakosainak száma 675 fő (2024).

## Népesség
A település népessége az utóbbi években az alábbiak szerint változott:
| Lakosok száma | 774  | 745  | 740  | 738  | 735  | 709  | 673  | 670  | 647  | 675  |
|               | 2001 | 2004 | 2007 | 2009 | 2012 | 2014 | 2017 | 2019 | 2022 | 2024 |